# Északi boglárka
Az északi boglárka (Plebejus idas, régebben Lycaeides idas)  a lepkék (Lepidoptera) rendjében, ezen belül a boglárkalepkefélék (Lycaenidae) családjának egyik faja.

## Előfordulása
Egész Európában előfordul – amint neve is jelzi, főleg a hidegebb éghajlatú részeken. Magyarországon ritkaságnak számít; a veszélyeztetett fajok listájára került.

## Megjelenése, felépítése
Az északi boglárka elülső szárnya mintegy 1,5 cm hosszú. Igen hasonlít az ezüstös boglárkához (Plebejus argus), de szárnyainak fonákja barnásabb árnyalatú, és a fekete pontok kevésbé kifejezettek. Az ezüstös boglárka első lábának szárán apró tüske van, az északi boglárkáéról ez hiányzik. Felül a szárnyak fekete szegélye keskenyebb, mint az ezüstös boglárkáén (ez főleg a hímre jellemző). Hátsó szárnyának fonákján a szegély fekete foltocskáinak közepén sokszor egy-egy fémesen csillogó „szem” ül.
A nőstény nagyobb a hímnél; szárnyainak felszíne barna.

## Életmódja, élőhelye
Fenyérek, sovány gyepek, sziklafüves lejtők, erdei rétek és erdőszegélyek lakója, Dél-Európában 2500 m magasig, Angliában már csak 1200 m-ig.
Délen évente három nemzedéke repül, északon csak egy – Magyarországon általában kettő, ritkán három; többnyire június közepétől augusztus közepéig.
Petéi telelnek át; az első nemzedék hernyó május-júniusban rágnak. A hernyó eleinte különböző here (Trifolium) fajokkal, rekettyével (Genista spp.) és aranyesővel (Laburnum spp.) táplálkozik, majd életének utolsó szakaszát hangyabolyban tölti, akár a nagypettyes boglárka (Maculinea arion). A hangyákkal szimbiózisban él; ha a hangyák megfogyatkoznak, a lepkék száma is csökken. A hernyók tipikus hangyacsalogató szervei oldalukon vannak, és ha a hangyák érdeklődése alábbhagy, villámgyorsan képes kitűri azokat. A hangyacsalogató szervek olyan, cukrokat tartalmazó anyagot választanak ki, amelyeket a hangyák szeretnek, és ennek fejében megvédik ellenségeiktől a hernyókat.